# Henry Cros
Pour les articles homonymes, voir Cros.
César Isidore Henry Cros, dit Henry Cros, né le 16 novembre 1840 à Narbonne et mort le 31 janvier 1907 à Sèvres, est un sculpteur, peintre, céramiste et maître verrier français.

## Biographie

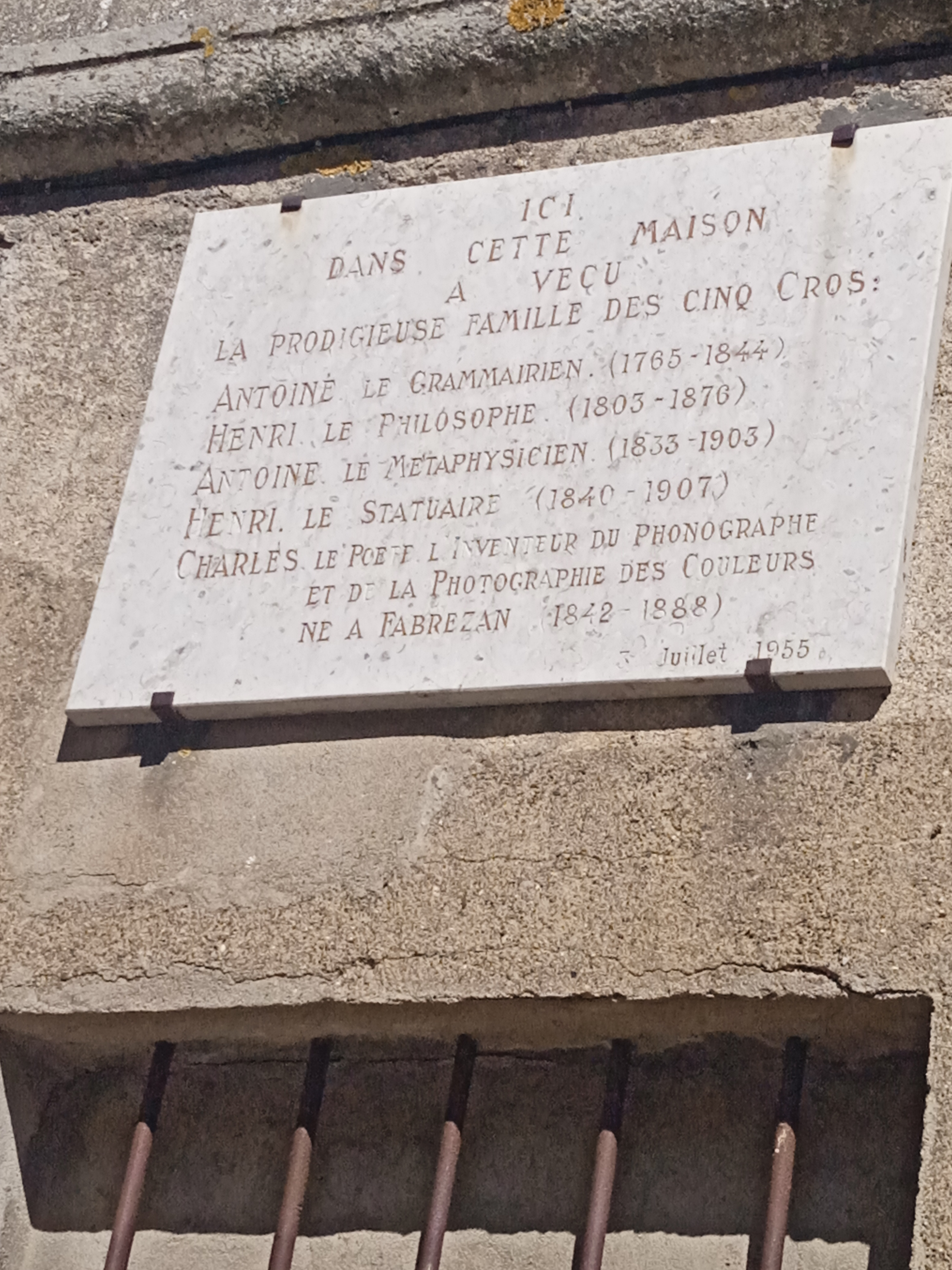
Plaque commémorative sur la maison des cinq Cros à Lagrasse.

Né à Narbonne le 16 novembre 1840 dans une famille d'intellectuels,, il est le frère de l'inventeur et poète Charles Cros (1842-1888) et d'Antoine-Hippolyte Cros (1833-1903), troisième souverain de l'éphémère Royaume d'Araucanie et de Patagonie.
Il évolue durant sa jeunesse aux côtés de ses deux frères dans un milieu littéraire, intellectuel et artistique, associé aux poètes Parnassiens et au salon de Nina de Villard-Callias.
Henry Cros apprend à peindre dès 1854, où il intègre l'atelier du peintre Jules Valadon dans lequel il reste deux ans. Réalisant sa préférence pour la sculpture, il réalise deux premiers bas-reliefs vers l'âge de quinze ans et suit alors l’enseignement des sculpteurs Antoine Étex, puis François Jouffroy à l'École nationale des beaux-arts de Paris,. Il expose pour la première fois au Salon en 1861 en présentant un buste en plâtre de son frère Charles Cros. Il y exposera par la suite régulièrement ses sculptures, entre autres : en 1870 (Résurrection), 1873 (Le Prix du Tournoi), 1877 (buste de Voltaire), 1880 (Druidesses), 1881 (buste de Remy Belleau), 1909 (Tête de Méduse).
En 1863, il participe pour la première fois au Salon des refusés.
L'État lui achète en 1873 à l'issue du Salon son œuvre en cire Le Prix du tournoi, une acquisition qui sera suivie de plusieurs achats et commandes.
Il participe à l'Exposition universelle de 1889 où il obtient une médaille d'argent pour l'envoi de trois pièces en pâte de verre, et sera récompensé d'une médaille d'or pour l'Histoire du Feu qu'il expose lors de l'Exposition universelle de 1900.
Il obtient en 1891 un atelier à la manufacture de Sèvres à l'initiative de Henry Roujon.
Il meurt à Sèvres, le 31 janvier 1907.

## Œuvre

### Recherches techniques
Henry Cros s'intéresse rapidement à la sculpture polychrome. Il entreprend dès 1867 des recherches sur la céroplastie en couleurs, et réalise un buste de Charles VII en cire. Il arrête d'utiliser ce procédé après 1873.
Il débute en 1867 également ses recherches sur la peinture à l'encaustique où il utilise des pigments délayés dans la cire chaude, travail qui fera l'objet d'une publication en 1884 sous le titre L'encaustique et les autres procédés de peinture chez les anciens.
Il réalise également des terres cuites colorées ainsi que des grès,.
L'année 1883 marque le développement d'une technique originale qu'il continuera d'enrichir durant le reste de sa carrière : la « pâte de verre » polychrome. Cette technique était selon lui utilisée par les Grecs. L'œuvre obtenue a une matérialité rugueuse caractéristique, n'ayant jamais été polie.

### Iconographie
Son œuvre singulière, libre de toute forme d'académisme, traduit sa vision onirique nourrie par la poésie savante de la Renaissance, les contes de fées, et les grands récits antiques,.
Il réalise des portraits de personnages historiques – comme Isabeau de Bavière ou Charles VII – ou de ses contemporains – comme Victor Hugo ou sa nièce Laure-Thérèse Cros.

## Expositions
Une première exposition rétrospective lui est consacrée lors du Salon d'automne de 1922, organisée par Léonce Bénédite.
À l'occasion du Salon du Dessin, le musée des Arts décoratifs de Paris lui consacre du 6 mars au 26 mai 2024, sous le commissariat de Jean-Luc Olivié et Véronique Ayroles, une exposition monographique dans laquelle sont rassemblés plus de cinquante dessins et une trentaine de sculptures en verre, cire, terre cuite, bronze et marbre.

## Œuvres dans les collections publiques
En Belgique
- Bruxelles, Musées royaux des beaux-arts de Belgique : La Gorgone, 1904, pâte de verre patinée et polie à l'agate.

En France
- Avignon, musée Calvet : Le Prix du tournoi, 1873, bas-relief en cire.
- Dijon, musée des beaux-arts : Buste d'Henri Navier, plâtre.
- Champs-sur-Marne, École nationale des ponts et chaussées : L’Ingénieur Navier, buste en marbre, 1885
- Fabrezan : Buste de Charles Cros, modèle de 1860, bronze de fonte moderne.
- Limoges, musée national de la porcelaine Adrien-Dubouché :
  - La Source gelée et le soleil, bas-relief en pâte de verre ;
  - La Verrerie antique, bas-relief en verre ;
  - Le Fil d'Ariane, bas-relief en verre.
- Nantes, Musée des beaux-arts, quatre bustes en grès émaillé sur le thème des saisons.
- Narbonne, musée d'art et d'histoire : Portrait du fils de l'artiste, peinture à la cire.
- Nogent-le-Rotrou, musée municipal : Buste de Rémy Belleau, marbre.
- Paris :
  - École normale supérieure : Voltaire, 1875, buste en marbre.
  - maison de Victor Hugo : Apothéose de Victor Hugo, 1902-1905, pâte de verre[15].
  - musée des arts décoratifs :
    - La Muse Uranie, 1882, peinture à l'encaustique sur panneau ;
    - Pastorale, vers 1895-1900, vase en pâte de verre[13] ;
    - L'Histoire du feu, 1900, bas relief , pâte de verre ;
    - Autoportrait, 1889, huile sur toile.

  - musée d'Orsay : 
    - Isabeau de Bavière, 1875, buste en cire peinte.
    - Le prix du tournoi, 1873, bas-relief en cire peinte et partiellement dorée, perles.
    - L’Histoire de l’Eau, fontaine murale, pâte de verre polychrome, 1893
    - Femme à la mandore, relief en cire peinte, vers 1892

  - Petit Palais : Les Métaux, 1897, vase en grès cérame.
  - Institut de France : Étienne Marc Quatremère, buste en marbre, 1888.
  - Muséum national d'histoire naturelle : Isidore Geoffroy Saint-Hilaire, marbre.
- Sèvres, Cité de la céramique :
  - L’Histoire du feu, bas-relief en plâtre, vers 1894
  - Circé, bas-relief en pâte de verre, 1889
  - Gitane des Pyrénées, buste en terre cuite colorée, 1882.
- Soissons, musée de l'Arsenal : Les Druidesses, bas-relief en marbre, 1880.

Œuvres d'Henry Cros
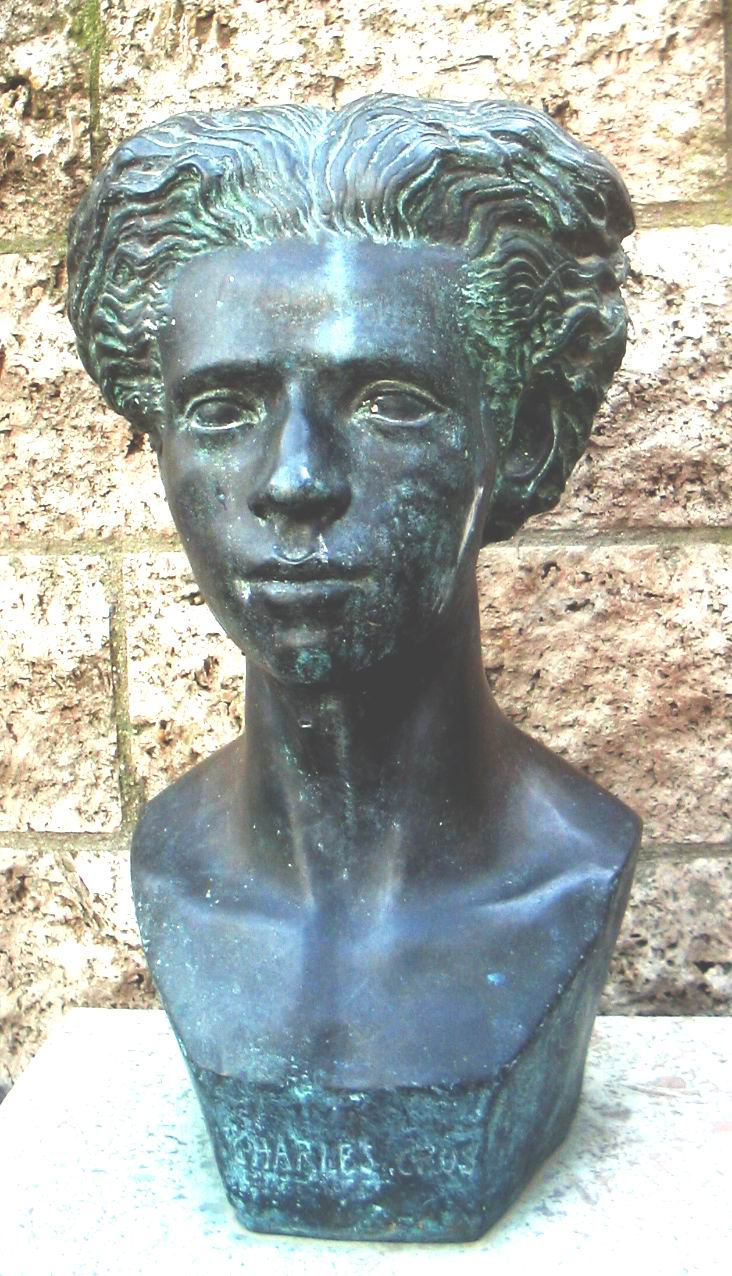
Charles Cros (modelé en 1860, bronze de fonte moderne), Fabrezan.
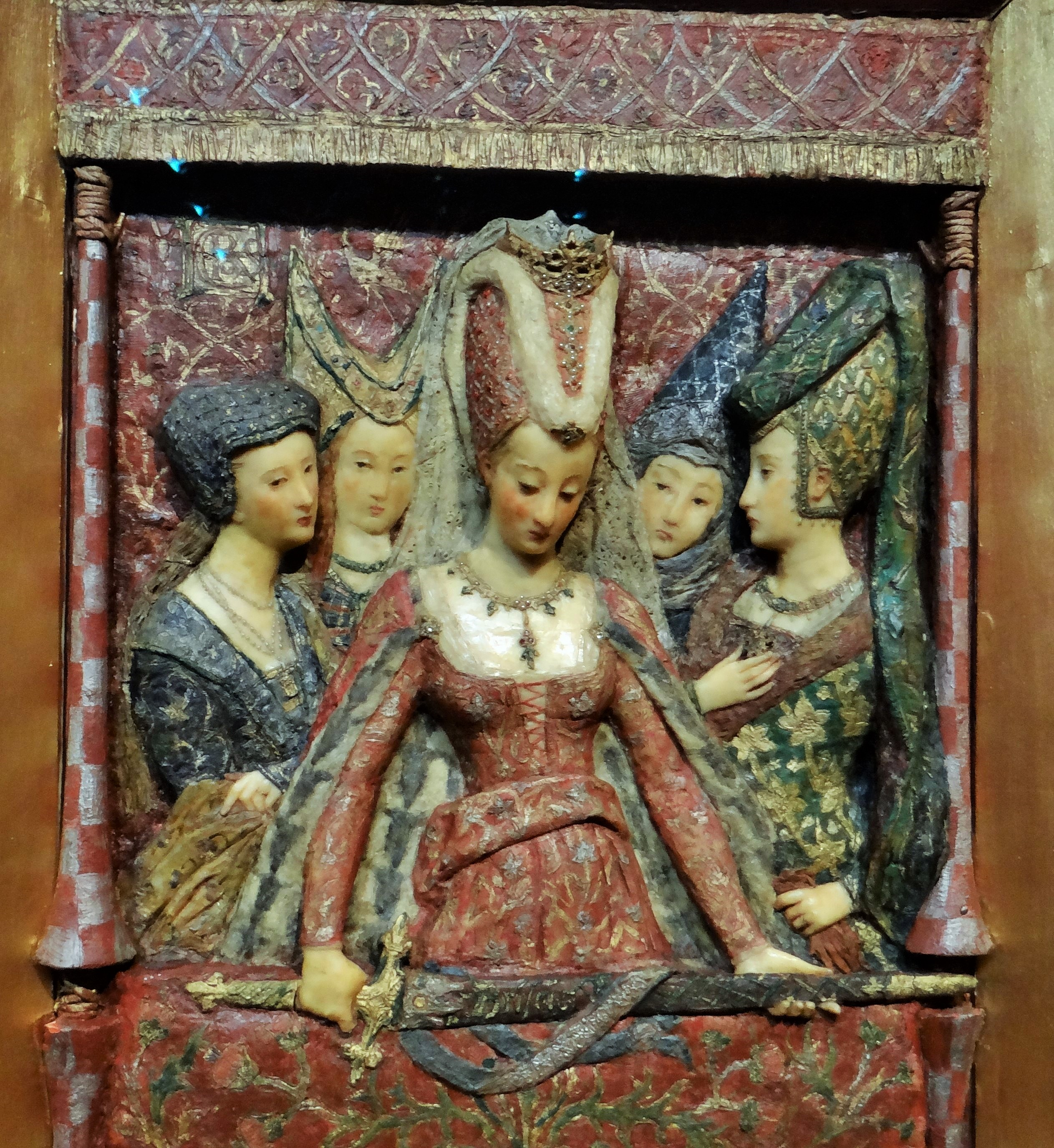
Le prix du tournoi, (1873), Paris, Musée d'Orsay.
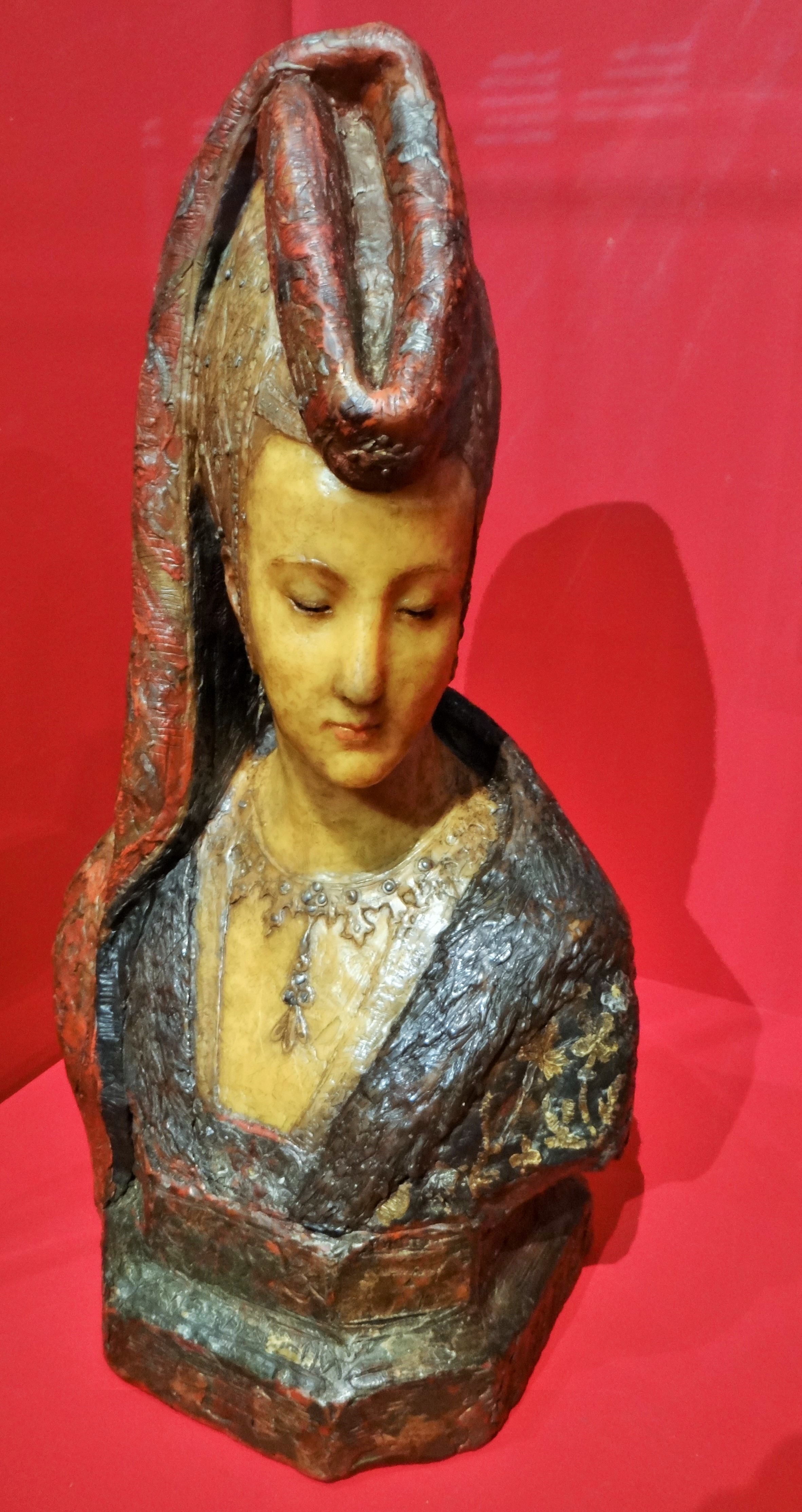
Buste d'Isabeau de Bavière, (1875), Paris, Musée d'Orsay.
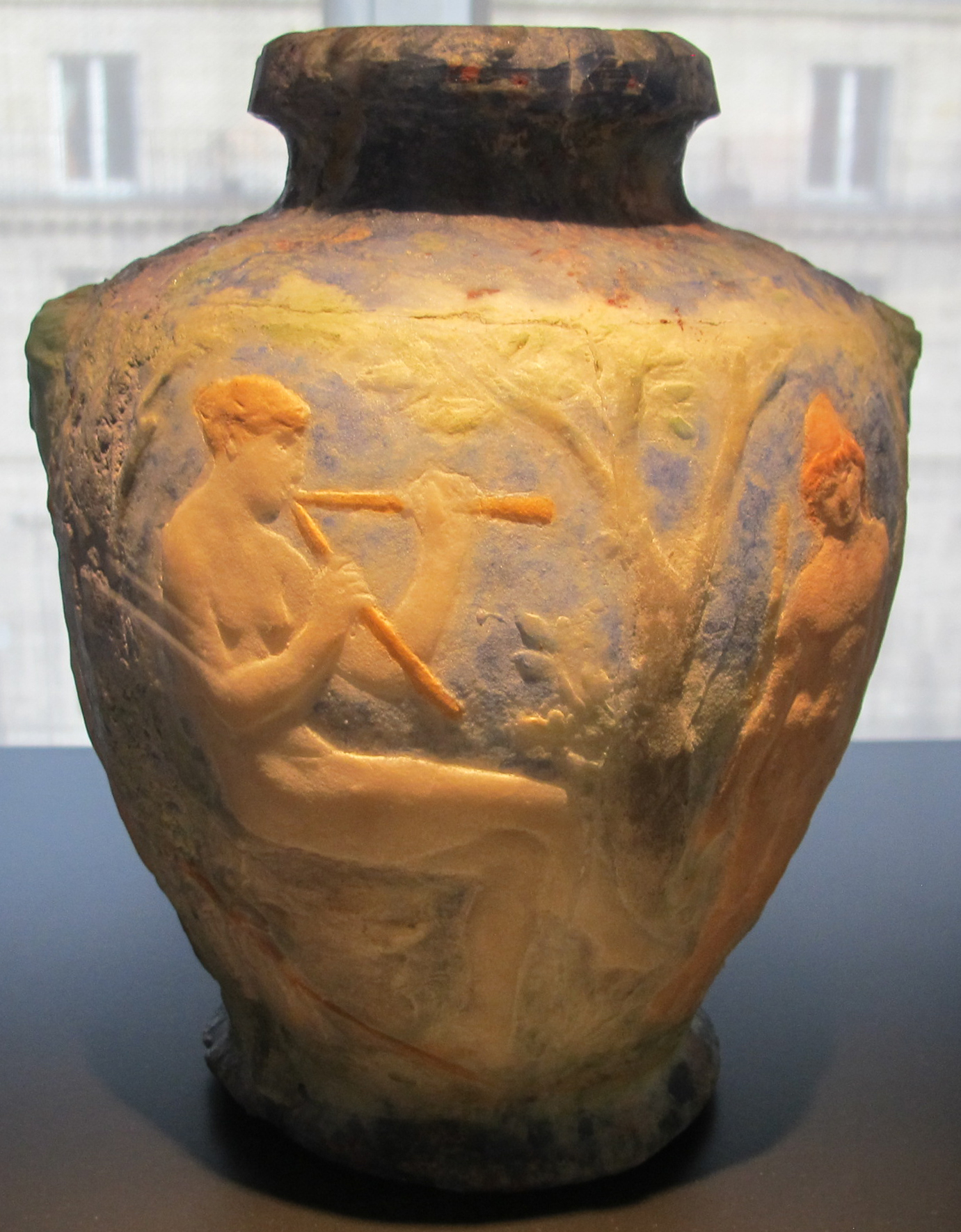
Vase Pastorale (vers 1895-1900), pâte de verre, Paris, musée des arts décoratifs.
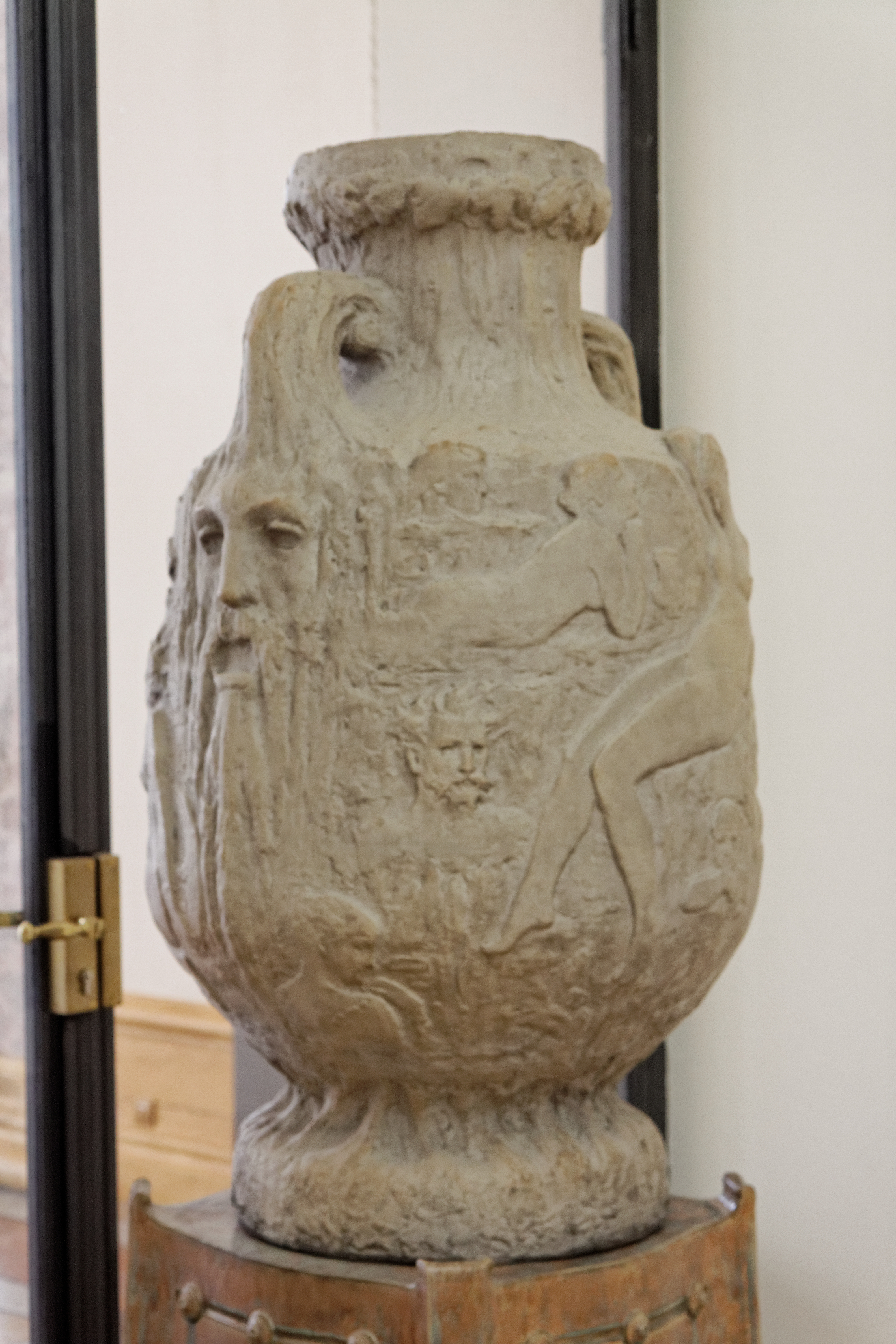
Vase Les Métaux (1897), grès cérame, Paris, Petit Palais.
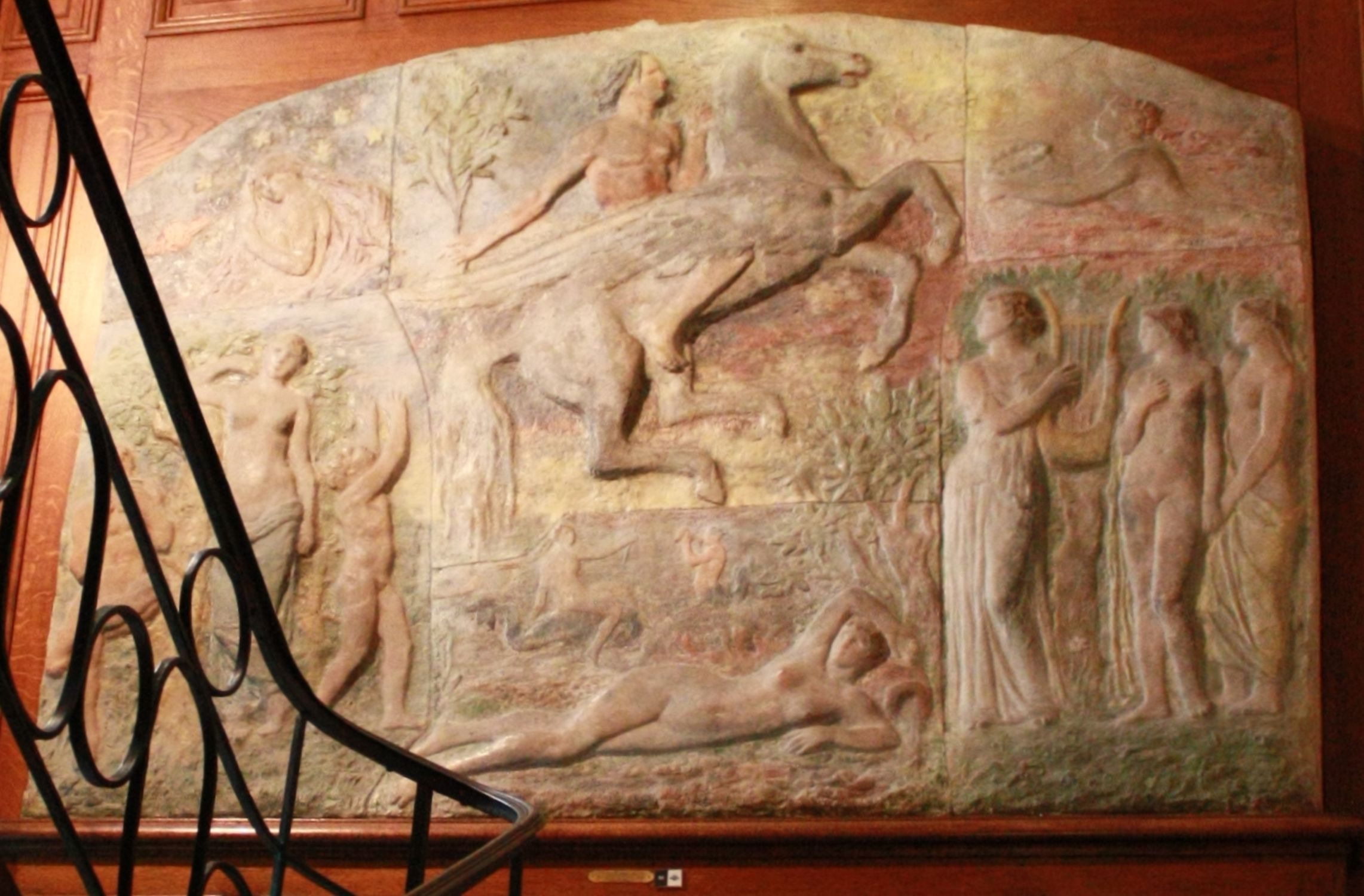
Apothéose de Victor Hugo (1902-1905), pâte de verre, Paris, maison de Victor Hugo.
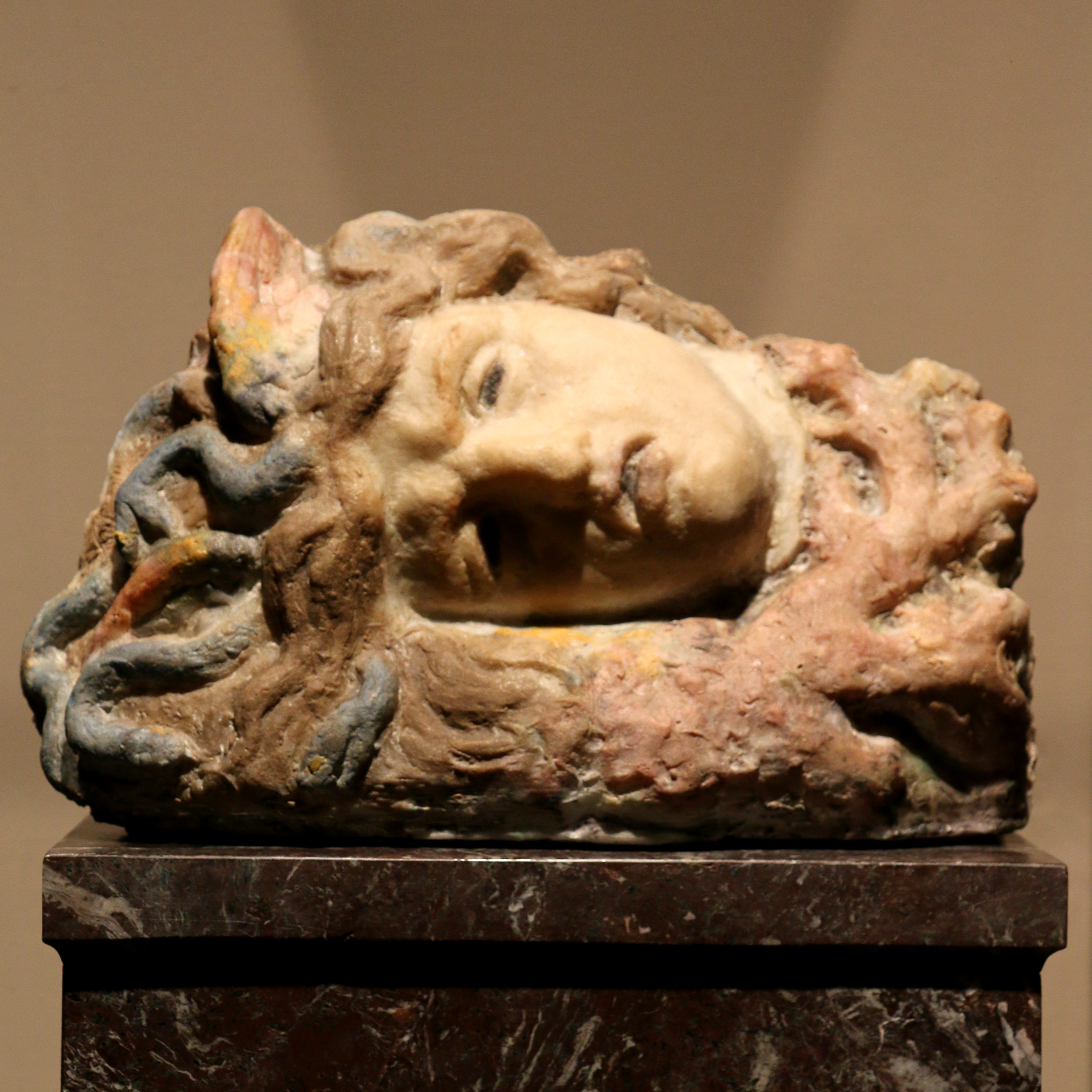
Gorgone (1904), pâte de verre, Bruxelles, Musées royaux des beaux-arts de Belgique.

## Publication
- L'encaustique et les autres procédés de peinture chez les anciens, Paris, J. Rouam, 1884 (lire en ligne).